# Rheumaptera metagrammata
Rheumaptera metagrammata là một loài bướm đêm trong họ Geometridae.